# Козельщинський район
Козе́льщинський райо́н — колишня адміністративно-територіальна одиниця другого порядку в Україні у південній частині Полтавської області. Район утворено 1923 року під назвою Бригадирівський. 1933 року перейменовано на Козельщинський. На 1 лютого 2016 року населення складає 19 460 осіб.

## Географія
Протяжність району з півночі на південь — 46 км, з заходу на схід — 35 км.
На північному заході район межує з Решетилівським, на сході та південному сході — Кобеляцьким, на заході — Глобинським та Кременчуцьким районами Полтавської області. Кременчуцький район також примикає на півдні, а на південному центрі дотикається до міста Горішні Плавні.
Ґрунти переважно чорноземні.
Корисні копалини: залізна руда, глина, пісок.
На північному заході району протікає р. Псел з прит. р. Говтвою.
Розташований у лісостеповій зоні, у межах Придніпровської низовини. Ліси (дуб, ясен, берест, клен, осика) займають 2 тис. га. У районі — Буршівський заказник, Ксендзівський заказник, Попенківський заказник (всі місцевого значення).

## Історія
Район утворено 7 березня 1923 року під назвою Бригадирівський. 26 квітня 1933 року перейменовано на Козельщинський і входив до Харківської області.
22 вересня 1937 року з утворенням Полтавської області віднесений до останньої.
Під час нім.-фашист, окупації (вересень 1941 — вересень 1943) гітлерівці знищили 147 жителів, зруйнували 5 лікарень, 2 поліклініки, 36 шкіл, 17 клубів, театр, кінотеатр.
На 1.IX 1946 до складу Козельщинського району входило 25 сільрад (Козельщинська, Бреусівська, Бригадирівська, Буняківська, Василівська, Високовакулівська, Говтвянська, Дзюбанівська, Дяченківська, Йосипівська, Лутовинівська, Мануйлівська, Мар'янівська, Миргородщинська, Михайликівська, Олександрівська, Осначо-Старчиківська, Пісківська, Пригарівська, Приліпківська, Солоницька, Сушківська, Улинівська, Хорішківська, Юрківська).
30.XII. 1962 Козельщинський район розформовано, а його територію включено до складу Кременчуцького і частково Кобеляцького районів. 8.XII 1966 знову утворено Козельщинський район.
| Найменування колгоспу, радгоспу | Найменування населеного пункту, де знаходится господарський центр | Найменування сільради      |
| ------------------------------- | ----------------------------------------------------------------- | -------------------------- |
| Колгоспи:                       |                                                                   |                            |
| імені Ватутіна                  | с.Чапаєвка                                                        | Бреусівська сільська       |
| Вітчизна                        | с.Говтва                                                          | Говтвянська сільська       |
| імені Горького                  | с.Верхня Мануйлівка                                               | Мануйлівська сільська      |
| Дружба                          | с.Василівка                                                       | Василівська сільська       |
| Жовтень                         | с.Омельниче                                                       | Козельщинська селишна      |
| Зоря                            | с.Приліпка                                                        | Говтвянська сільська       |
| Зоря комунізму                  | с.Пашківка                                                        | Пригарівська сільська      |
| імені Ілліча                    | с.Лутовинівка                                                     | Лутовинівська сільська     |
| імені Калініна                  | с.Солониця                                                        | Новогалещинська сільська   |
| імени Куйбешива                 | с.Сушки                                                           | Бреусівська сільська       |
| Ленінський шлях                 | с.Бреусівка                                                       | Бреусівська сільська       |
| Перемога                        | с.Хорішки                                                         | Хорішківська сільська      |
| Прапор комунізму                | с.Трудовик                                                        | Василівська сільська       |
| Радянська Україна               | с.Пригарівка                                                      | Пригарівська сільська      |
| імені Фрунзе                    | с.Оленівка                                                        | Оленівська сільська        |
| Червоний партизан               | с.Піски                                                           | Пісківська сільська        |
| імені Чкалова                   | с.Рибалки                                                         | Оленівська сільська        |
| імені XXI з'їзду КПРС           | с.Висока Вакулівка                                                | Високовакулівська сільська |
| Радгоспи:                       |                                                                   |                            |
| Козельщинський                  | смт.Козельщина                                                    | Козельщинська селищна      |

## Адміністративний поділ
До складу району входить 2 селищні і 16 сільських рад, які об'єднують 78 населених пунктів: два селища міського типу — Козельщина, Нова Галещина, 76 сіл. Всього дворів — 12271, населення — 25,0 тис. ос.

## Економіка
У Козельщинському районі промислові підприємства (Галещинський машинобуд. завод, Галещинська біофабрика, заводи: будматеріалів, керамзитового гравію, комбікормові тощо). Спеціалізація сільського господарства — землеробство зерново-буряківничого і тваринництво м'ясо-молочних напрямів. Площа сільськогосподарських угідь 1990 становила 75,4 тис. га, у тому числі орної землі — 60,6 тис. га, лісів — 3,6 тис. га, водоймищ 209 га (без річок). Головні культури: озима пшениця, ячмінь, кукурудза, цукровий буряк, соняшник. Розвинуте скотарство, свинарство, вівчарство, птахівництво. У районі 1 радгосп та 19 колгоспів.

## Транспорт
Територією району проходить залізниця Полтава-Кременчук (ст. Ганнівка, Козельщина, Галещина) та автострада E584 (Полтава-Кропивницький). Автомобільних шляхів — 372 км; у тому числі з твердим покриттям — 351 км.

## Населення
Розподіл населення за віком та статтю (2001):
| Стать | Всього | До 15 років | 15-24 | 25-44 | 45-64 | 65-85 | Понад 85 |
| --- | ------ | ----------- | ----- | ----- | ----- | ----- | -------- |
| Чоловіки | 11 356 | 2146        | 1393  | 3305  | 2786  | 1657  | 69       |
| Жінки | 13 597 | 1966        | 1310  | 3259  | 3264  | 3388  | 410      |
| \| Статево-вікова піраміда \| Статево-вікова піраміда \| Статево-вікова піраміда \| \| ----------------------- \| ----------------------- \| ----------------------- \| \| Чоловіки \| Вік \| Жінки \| \| 69 \| 85 + \| 410 \| \| 124 \| 80-84 \| 537 \| \| 408 \| 75-79 \| 974 \| \| 630 \| 70-74 \| 1145 \| \| 495 \| 65-69 \| 732 \| \| 925 \| 60-64 \| 1204 \| \| 503 \| 55-59 \| 613 \| \| 650 \| 50-54 \| 711 \| \| 708 \| 45-49 \| 736 \| \| 905 \| 40-44 \| 873 \| \| 886 \| 35-39 \| 870 \| \| 771 \| 30-34 \| 796 \| \| 743 \| 25-29 \| 720 \| \| 634 \| 20-24 \| 582 \| \| 759 \| 15-20 \| 728 \| \| 923 \| 10-14 \| 918 \| \| 739 \| 5-9 \| 614 \| \| 484 \| 0-4 \| 434 \| |        |             |       |       |       |       |          |
| Статево-вікова піраміда |        |             |       |       |       |       |          |
| Чоловіки | Вік    | Жінки       |       |       |       |       |          |
| 69 | 85 +   | 410         |       |       |       |       |          |
| 124 | 80-84  | 537         |       |       |       |       |          |
| 408 | 75-79  | 974         |       |       |       |       |          |
| 630 | 70-74  | 1145        |       |       |       |       |          |
| 495 | 65-69  | 732         |       |       |       |       |          |
| 925 | 60-64  | 1204        |       |       |       |       |          |
| 503 | 55-59  | 613         |       |       |       |       |          |
| 650 | 50-54  | 711         |       |       |       |       |          |
| 708 | 45-49  | 736         |       |       |       |       |          |
| 905 | 40-44  | 873         |       |       |       |       |          |
| 886 | 35-39  | 870         |       |       |       |       |          |
| 771 | 30-34  | 796         |       |       |       |       |          |
| 743 | 25-29  | 720         |       |       |       |       |          |
| 634 | 20-24  | 582         |       |       |       |       |          |
| 759 | 15-20  | 728         |       |       |       |       |          |
| 923 | 10-14  | 918         |       |       |       |       |          |
| 739 | 5-9    | 614         |       |       |       |       |          |
| 484 | 0-4    | 434         |       |       |       |       |          |

Національний склад населення за даними перепису 2001 року:
| Національність | Кількість осіб | Відсоток |
| -------------- | -------------- | -------- |
| українці       | 23800          | 95,38 %  |
| росіяни        | 841            | 3,37 %   |
| молдовани      | 85             | 0,34 %   |
| білоруси       | 73             | 0,29 %   |
| угорці         | 44             | 0,18 %   |
| інші           | 111            | 0,44 %   |

Мовний склад населення за даними перепису 2001 року:
| Мова       | Кількість осіб | Відсоток |
| ---------- | -------------- | -------- |
| українська | 23962          | 96,02 %  |
| російська  | 851            | 3,41 %   |
| молдовська | 55             | 0,22 %   |
| білоруська | 22             | 0,09 %   |
| угорська   | 21             | 0,08 %   |
| інші       | 43             | 0,17 %   |

## Соціальна сфера
У Козельщинському районі 34 загальноосвітніх школи, муз. школа (85 учнів), Будинок дитячої та юнацької творчості, 23 дитсадки, 11 шкіл-садків. Лікувальні заклади: центральна районна лікарня (165 ліжок), 4 дільничні лікарні 29 сільських фельдшерсько-акушерських пунктів та 8 фельдшерсько-акушерських на підприємствах, 3 профілакторії на молочнотоварних фермах, 8 дільничних і районна аптека, санепідемстанція.
Культурні заклади: 13 Будинків культури, 21 сільський та 9 бригадних клубів, при яких діють 157 гуртків художньої самодіяльності. 42 кіноустановки.
Центральна районна бібліотека для дорослих та дитяча бібліотека, 32 сільських бібліотеки (368 тис. од. зб.).
Горького Максима музей у с. Верхній Мануйлівці. 12 музеїв на громадських засадах.

## ЗМІ
Видається районна газета Козельщинські вісті.

## Туризм
На території району є залишки понад 60 курганів, пам'ятки доби неоліту, бронзи, сарматського часу, знайдено римські монети. 75 пам'яток історії та культури, пам'ятники архітектури і будівництва кінця XIX століття — храм Різдва Богородиці Козельщинського жіночого монастиря.

## Політика
25 травня 2014 року відбулися Президентські вибори України. У межах Козельщинського району було створено 28 виборчих дільниць. Явка на виборах складала — 61,17 % (проголосували 10 214 із 16 698 виборців). Найбільшу кількість голосів отримав Петро Порошенко — 53,77 % (5 492 виборців); Юлія Тимошенко — 15,29 % (1 562 виборців), Олег Ляшко — 12,40 % (1 267 виборців), Анатолій Гриценко — 4,41 % (450 виборців), Сергій Тігіпко — 4,32 % (441 виборців). Решта кандидатів набрали меншу кількість голосів. Кількість недійсних або зіпсованих бюлетенів — 0,94 %.

## Пам'ятки
- Пам'ятки монументального мистецтва Козельщинського району
- Пам'ятки історії Козельщинського району

## Персоналії

### Відомі уродженці
- Остроградський Михайло Васильович (1801—1862) — український математик, механік і фізик.
- Антонін (Грановський) (1865—1927) — український релігійний діяч, церковний педагог, автор проектів літургійних реформ у православній церкві.
- Кондратенко Андрій Павлович (1898—1989) — український радянський і компартійний діяч.